# Irinowkabahn
| Bau des Bahnhofs Ochta der Irinowkabahn, um 1892 Gemischter Zug in einem Arthur-Koppel-Katalog, um 1892 |                     |                                                        |                                                        |
| Streckenverlauf um 1912 |                     |                                                        |                                                        |
| Streckenlänge: | 35,75 km            |                                                        |                                                        |
| Spurweite: | 750 mm (Schmalspur) |                                                        |                                                        |
| Maximale Neigung: | 20 ‰                |                                                        |                                                        |
| Minimaler Radius: | 45 m                |                                                        |                                                        |
| |                     |                                                        |                                                        |
| \| \| 0,0 \| Ochta-Newa ст. Охта-Нева \| Ochta-Newa ст. Охта-Нева \| \| \| 0,8 \| Ochta Охтинский вокзал (ст. Охта) \| Ochta Охтинский вокзал (ст. Охта) \| \| \| 2,4 \| Schernowka пл. Жерновка \| Schernowka пл. Жерновка \| \| \| 5.0 \| Porochawaja (Pulver) ст. Пороховая \| Porochawaja (Pulver) ст. Пороховая \| \| \| 7,6 \| Rschewka ст. Ржевка \| Rschewka ст. Ржевка \| \| \| 8,3 \| Wojennaja (Militär) пл. Военная (1900) \| Wojennaja (Militär) пл. Военная (1900) \| \| \| 9,0 \| Polygon ст. Полигон \| Polygon ст. Полигон \| \| \| 10,1 \| Kowaljowo ст. Ковалёво \| Kowaljowo ст. Ковалёво \| \| \| 12,6 \| Prijutino ст. Приютино \| Prijutino ст. Приютино \| \| \| 14,2 \| Marjino пл. Марьино \| Marjino пл. Марьино \| \| \| 14,9 \| Berngardowka (bis 1911: Christinowka) ст. Бернгардовка \| Berngardowka (bis 1911: Christinowka) ст. Бернгардовка \| \| \| 15,8 \| Pawlowskaja пл. Павловская (1908) \| Pawlowskaja пл. Павловская (1908) \| \| \| 17,3 \| Wsewoloschskaja ст. Всеволожская (1895) \| Wsewoloschskaja ст. Всеволожская (1895) \| \| \| 18,7 \| Rjabowo ст. Рябово \| Rjabowo ст. Рябово \| \| \| \| Radostnaja пл. Радостная (1913—1917) \| \| \| \| 20,4 \| Melnitschny Rutschei (Mühlbach) ст. Мельничный Ручей \| Melnitschny Rutschei (Mühlbach) ст. Мельничный Ручей \| \| \| \| [1][2] \| \| \| \| +3,4 \| Tscheglowo ст. Щеглово \| Tscheglowo ст. Щеглово \| \| \| +6,4 \| Kirpitschny Sawod (Ziegelei) ст. Кирпичный Завод \| Kirpitschny Sawod (Ziegelei) ст. Кирпичный Завод \| \| \| +12,3 \| Tschornaja Retschka (Schwarzer Fluss) ст. Чёрная Речка \| Tschornaja Retschka (Schwarzer Fluss) ст. Чёрная Речка \| \| \| +16,0 \| Dunaj ст. Дунай \| Dunaj ст. Дунай \| \| \| \| Semaphor пл. Семафорная (1900—1904) \| \| \| \| +21,2 \| Scheremetjewka ст. Шереметьевка \| Scheremetjewka ст. Шереметьевка \| \| \| \| \| \| \| \| 22,1 \| Romanowkaст. Романовка \| Romanowkaст. Романовка \| \| \| 24,5 \| Kornewo ст. Корнево \| Kornewo ст. Корнево \| \| \| 30,2 \| Proba ст. Проба \| Proba ст. Проба \| \| \| 33,2 \| Torfjanaja ст. Торфяная \| Torfjanaja ст. Торфяная \| \| \| \| Strelka пл. Стрелка (1898—1900) \| \| \| \| 36,0 \| Irinowka ст. Ириновка \| Irinowka ст. Ириновка \| \| \| 39,4 \| Baron-Korff пл. Барона Корфа (1905) \| Baron-Korff пл. Барона Корфа (1905) \| \| \| 41,1 \| Borissowaja Griwa[3] ст. Борисова Грива (1896) \| Borissowaja Griwa[3] ст. Борисова Грива (1896) \| |                     |                                                        |                                                        |
| Kopfbahnhof Streckenanfang (Strecke außer Betrieb) | 0,0                 | Ochta-Newa ст. Охта-Нева                               | Ochta-Newa ст. Охта-Нева                               |
| Bahnhof (Strecke außer Betrieb) | 0,8                 | Ochta Охтинский вокзал (ст. Охта)                      | Ochta Охтинский вокзал (ст. Охта)                      |
| Haltepunkt / Haltestelle (Strecke außer Betrieb) | 2,4                 | Schernowka пл. Жерновка                                | Schernowka пл. Жерновка                                |
| Bahnhof (Strecke außer Betrieb) | 5.0                 | Porochawaja (Pulver) ст. Пороховая                     | Porochawaja (Pulver) ст. Пороховая                     |
| Bahnhof (Strecke außer Betrieb) | 7,6                 | Rschewka ст. Ржевка                                    | Rschewka ст. Ржевка                                    |
| Haltepunkt / Haltestelle (Strecke außer Betrieb) | 8,3                 | Wojennaja (Militär) пл. Военная (1900)                 | Wojennaja (Militär) пл. Военная (1900)                 |
| Bahnhof (Strecke außer Betrieb) | 9,0                 | Polygon ст. Полигон                                    | Polygon ст. Полигон                                    |
| Bahnhof (Strecke außer Betrieb) | 10,1                | Kowaljowo ст. Ковалёво                                 | Kowaljowo ст. Ковалёво                                 |
| Bahnhof (Strecke außer Betrieb) | 12,6                | Prijutino ст. Приютино                                 | Prijutino ст. Приютино                                 |
| Haltepunkt / Haltestelle (Strecke außer Betrieb) | 14,2                | Marjino пл. Марьино                                    | Marjino пл. Марьино                                    |
| Bahnhof (Strecke außer Betrieb) | 14,9                | Berngardowka (bis 1911: Christinowka) ст. Бернгардовка | Berngardowka (bis 1911: Christinowka) ст. Бернгардовка |
| Haltepunkt / Haltestelle (Strecke außer Betrieb) | 15,8                | Pawlowskaja пл. Павловская (1908)                      | Pawlowskaja пл. Павловская (1908)                      |
| Bahnhof (Strecke außer Betrieb) | 17,3                | Wsewoloschskaja ст. Всеволожская (1895)                | Wsewoloschskaja ст. Всеволожская (1895)                |
| Bahnhof (Strecke außer Betrieb) | 18,7                | Rjabowo ст. Рябово                                     | Rjabowo ст. Рябово                                     |
| Haltepunkt / Haltestelle (Strecke außer Betrieb) |                     | Radostnaja пл. Радостная (1913—1917)                   | Radostnaja пл. Радостная (1913—1917)                   |
| Bahnhof (Strecke außer Betrieb) | 20,4                | Melnitschny Rutschei (Mühlbach) ст. Мельничный Ручей   | Melnitschny Rutschei (Mühlbach) ст. Мельничный Ручей   |
| Verschwenkung von links (Strecke außer Betrieb) · Verschwenkung von rechts (Strecke außer Betrieb) |                     | [ 1 ] [ 2 ]                                            | [ 1 ] [ 2 ]                                            |
| Bahnhof (Strecke außer Betrieb) · Strecke (außer Betrieb) | +3,4                | Tscheglowo ст. Щеглово                                 | Tscheglowo ст. Щеглово                                 |
| Bahnhof (Strecke außer Betrieb) · Strecke (außer Betrieb) | +6,4                | Kirpitschny Sawod (Ziegelei) ст. Кирпичный Завод       | Kirpitschny Sawod (Ziegelei) ст. Кирпичный Завод       |
| Bahnhof (Strecke außer Betrieb) · Strecke (außer Betrieb) | +12,3               | Tschornaja Retschka (Schwarzer Fluss) ст. Чёрная Речка | Tschornaja Retschka (Schwarzer Fluss) ст. Чёрная Речка |
| Bahnhof (Strecke außer Betrieb) · Strecke (außer Betrieb) | +16,0               | Dunaj ст. Дунай                                        | Dunaj ст. Дунай                                        |
| Haltepunkt / Haltestelle (Strecke außer Betrieb) · Strecke (außer Betrieb) |                     | Semaphor пл. Семафорная (1900—1904)                    | Semaphor пл. Семафорная (1900—1904)                    |
| Kopfbahnhof Streckenende (Strecke außer Betrieb) · Strecke (außer Betrieb) | +21,2               | Scheremetjewka ст. Шереметьевка                        | Scheremetjewka ст. Шереметьевка                        |
| Verschwenkung nach rechts (Strecke außer Betrieb) |                     |                                                        |                                                        |
| Bahnhof (Strecke außer Betrieb) | 22,1                | Romanowkaст. Романовка                                 | Romanowkaст. Романовка                                 |
| Bahnhof (Strecke außer Betrieb) | 24,5                | Kornewo ст. Корнево                                    | Kornewo ст. Корнево                                    |
| Bahnhof (Strecke außer Betrieb) | 30,2                | Proba ст. Проба                                        | Proba ст. Проба                                        |
| Bahnhof (Strecke außer Betrieb) | 33,2                | Torfjanaja ст. Торфяная                                | Torfjanaja ст. Торфяная                                |
| Haltepunkt / Haltestelle (Strecke außer Betrieb) |                     | Strelka пл. Стрелка (1898—1900)                        | Strelka пл. Стрелка (1898—1900)                        |
| Bahnhof (Strecke außer Betrieb) | 36,0                | Irinowka ст. Ириновка                                  | Irinowka ст. Ириновка                                  |
| Haltepunkt / Haltestelle (Strecke außer Betrieb) | 39,4                | Baron-Korff пл. Барона Корфа (1905)                    | Baron-Korff пл. Барона Корфа (1905)                    |
| Kopfbahnhof Streckenende (Strecke außer Betrieb) | 41,1                | Borissowaja Griwa ст. Борисова Грива (1896)            | Borissowaja Griwa ст. Борисова Грива (1896)            |

Die Irinowkabahn war eine anfangs knapp 36 Kilometer lange, private Schmalspurbahn mit einer Spurweite von 750 mm, die von 1892 bis 1923 am Stadtrand von St. Petersburg betrieben wurde.

## Geschichte

### Planung und Bau

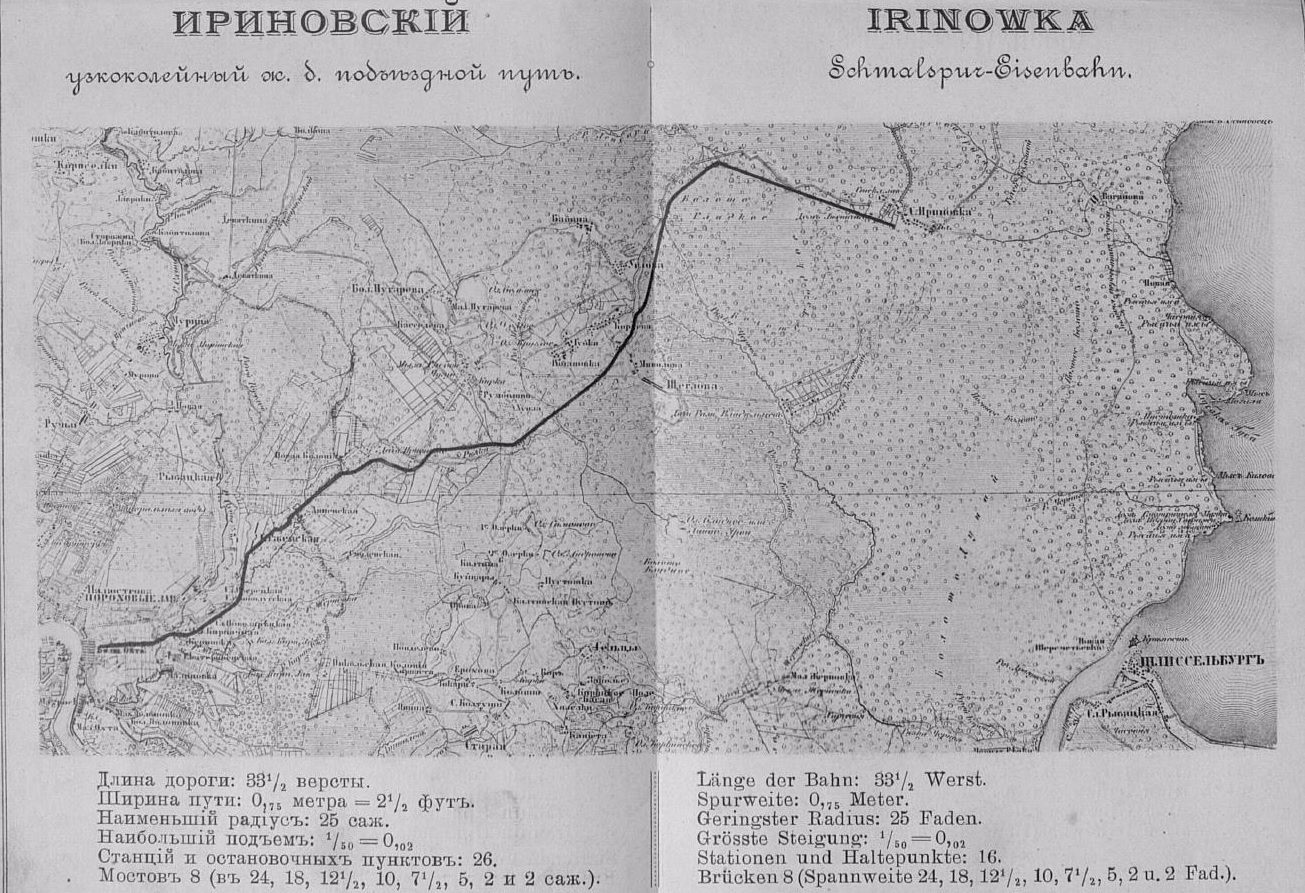
Irinowka-Schmalspur-Eisenbahn, 1892
• Länge der Bahn: 33½ Werst (35¾ km)
• Spurweite: 0,75 m
• Geringster Radius: 25 Faden (45 m)
• Größte Steigung: = 2 %
• Stationen und Haltepunkte: 16
• Brücken: 8
• Spannweite: 24, 18, 12½, 10, 7½, 5, 2 und 2 Faden
• Spannw.: 43,2; 32,4; 22,5; 18; 13,5; 9; 3,6 und 3,6 m

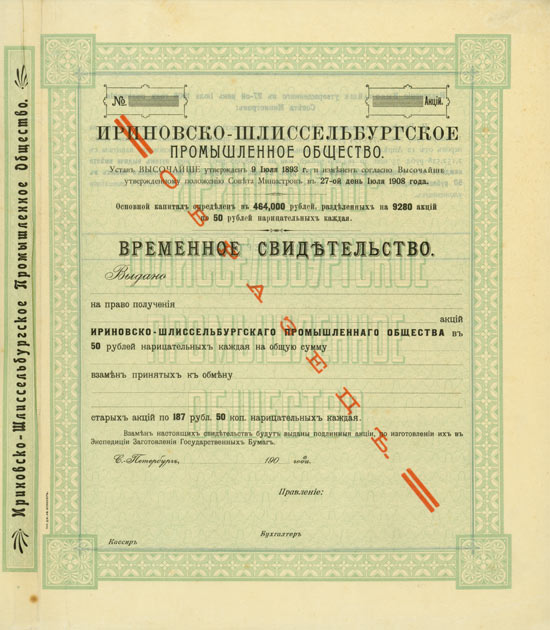
Aktie der Irinowka-Schlüsselburger Industriegesellschaft um 1908

Die erste öffentliche Schmalspurbahn Russlands wurde 1871 im Gouvernement Orjol errichtet. Es folgten Schmalspurbahnen in den Provinzen Kursk, Nowgorod und Archangelsk. Der Bau der Schmalspurbahn nach Irinowka begann im Juni 1891 auf Initiative von Baron Pawel Leopoldowitsch Korff (1836–1913), dessen Anwesen beim Dorf Irinowka im Bezirk Schlüsselburg lag. Sie verkehrte zwischen den Ochta-Werken und dem in Bau befindlichen Artillerschießplatz Rschew; bis zu 80 % des Personen- und Güterverkehrs sollten auf ihr abgewickelt werden. Eine Verlängerung der Strecke nach Irinowka erleichterte die Erschließung der Produktion auf dem Gut des Barons Korff sowie den Bau von Feriendörfern auf den Ländereien der anderen Schmalspurbahnaktionäre. S. 192 f
Arthur Koppel, ein deutscher Ingenieur und Spezialist für die Herstellung von Ausrüstungen für Schmalspurbahnen, machte im August 1888 einen Kostenvoranschlag für die Strecke, der eine Spurweite von 750 mm vorsah. Die wirtschaftliche Machbarkeitsstudie wurde von dem St. Petersburger Kaufmann Fjodor Andrejewitsch Goch erstellt, dessen Berechnungen zufolge der erste Streckenabschnitt der Bahn 210.000 Rubel kosten sollte. S. 194 Die Gesamtleitung des Baus lag in den Händen von Konstantin Bezpalow, einem Staatsrat und Eisenbahningenieur. Der Leiter der Irinowkabahn war der Hofrat und Eisenbahningenieur Alexei Alexandrowitsch Jekarew, der mit dem Bau des Bahnhofs Porochawaja beauftragt war. S. 419 1890 wurde dafür die Industriegesellschaft Irinowka–Schlüsselburg gegründet, deren Aktionäre zunächst Baron P. L. Korff, Baron M. N. Medem, Egor Abramowitsch Peretz, V. A. Rennenkampf und Pawel Alexandrowitsch Wsewoloschski waren. S. 196 Dank Jelena Wassiljewna Wsewoloschskaja, der Ehefrau von Pawel Alexandrowitsch Wsewoloschski, dem Besitzer des Rjabowo-Gutes, verlief die Trasse nicht auf der kürzeren Strecke am rechten Ufer des Flusses Ljubja entlang, sondern machte einen Bogen durch die Mitte ihres Grundstücks um den Rumbolowski-Kjaselewskaja-Hügel herum, was dem Bau von Datschen und Landhäusern auf ihrem Grundstück einen Schub gab. S. 194
Die Strecke wurde nach amerikanischem Vorbild gebaut, mit vereinfachten Anforderungen an den Oberbau, das Geländeprofil und den Streckenplan sowie die technischen Einrichtungen. Der Bau der Strecke begann im Juni 1891. Sie wurde mit 35,25 km (33,5 Werst) statt 32 km (30 Werst) etwa 11 % länger als ursprünglich geplant, weil einige Landbesitzer dem Baron Korff untersagten, die Schmalspurbahn auf ihrem Land zu verlegen, während andere den Bau nur auf der von ihnen gewünschten Trasse erlaubten, was zu vielen zusätzlichen Bögen und einer erheblichen Verschlechterung ihres Geländeprofils führte. Angesichts des fehlenden Rechts, privates Land zu enteignen, bat Baron Korff bei den zuständigen Institutionen darum, die staatlichen Pulverfabriken und beide Deponien bedienen zu können sowie zwei Abschnitte des Breitspur-Streckennetzes zu nutzen, nämlich einen 275 m (150 Faden) langen Abschnitt von einem Kran am Fluss Ochta bis zum dritten Streckenkilometer (im dritten Werst) der Irinowkabahn und einen 825 m (450 Faden) langen Abschnitt zwischen der Station Rshewka (Ржевка) und dem Haltepunkt Wojennaja (Военная). Auf diesen Abschnitten der staatlichen Breitspurbahn wurde eine dritte Schiene für ein Dreischienengleis verlegt. Die unterschiedlichen Züge verkehrten darauf nach einem speziellen Fahrplan, der im gegenseitigen Einvernehmen der interessierten Parteien festgelegt wurde. Der Betrieb der Irinowkabahn unterstand dem Kommandanten der St. Petersburger Filiale der Nikolaibahn und wurde von der Abteilung Wyborg der finnischen Staatsbahn überwacht.

### Eröffnung und Betrieb
Die offizielle Eröffnung fand am 14. September 1892 statt. Der reguläre Verkehr wurde am 1. Oktober 1892 aufgenommen. Die Strecke begann am Bahnhof von Ochta, der sich an der Bolschaja Ochta, an der Kreuzung der Polewaja-Straße und der Panfilowa-Straße befand, an der Stelle des heutigen Hauses Nr. 36 an der Metalistow-Allee. 1895 wurde die Irinowka-Schmalspurbahn um 710 Meter bis zur Anlegestelle an der Newa verlängert, wo 1898 in der Panfilowa-Straße, Hausnummer 1 (in der Nähe der heutigen Hausnummer 62 am Swerdlowskaja-Ufer) der neue Fracht- und Personenbahnhof Ochta-Newa gebaut wurde.
1895 wurde der Bahnhof Wsewoloschskaja zwischen dem Bahnhof Rjabowo und dem Haltepunkt Christinowka eröffnet. Im Jahr 1896 wurde die Eisenbahnlinie von Irinowka bis zum Bahnhof Borisowa Griwa durch die Bemühungen der Industriegesellschaft Irinowsko-Schlisselburgski verlängert, eine Zweigstrecke Schernowka – Ochta Pulverwerk sowie eine neue Zweigstrecke vom Bahnhof Melnitschny Rutschei zum Bahnhof Scheremetewka am Ufer der Newa südwestlich des Dorfes Scheremetwka und des Pulverwerks Schlüsselburg gebaut.
Die Anzahl der Haltestellen, die Zugpaare und das Rollmaterial der neuen Strecke wurden immer wieder geändert. 1897 gab es 18 Haltestellen auf dem ersten Streckenabschnitt, 1911 waren es 22. Die Zweigstrecke hatte 7 Haltestellen.

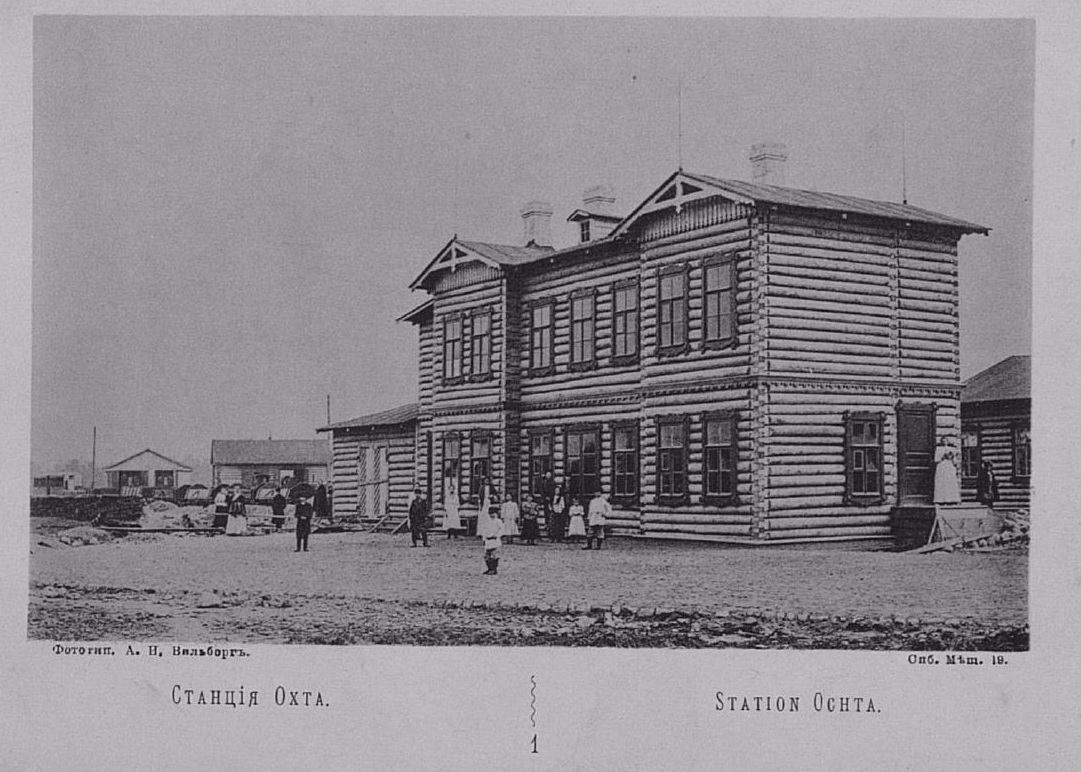
Bahnhof Ochta
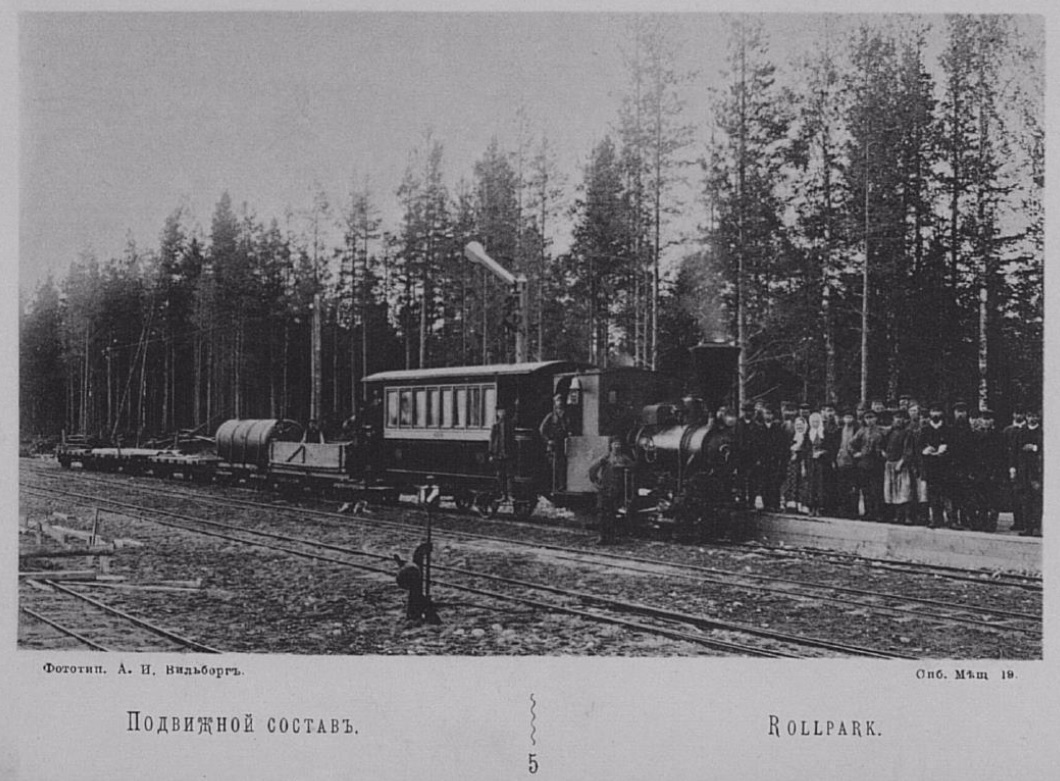
Rollendes Material
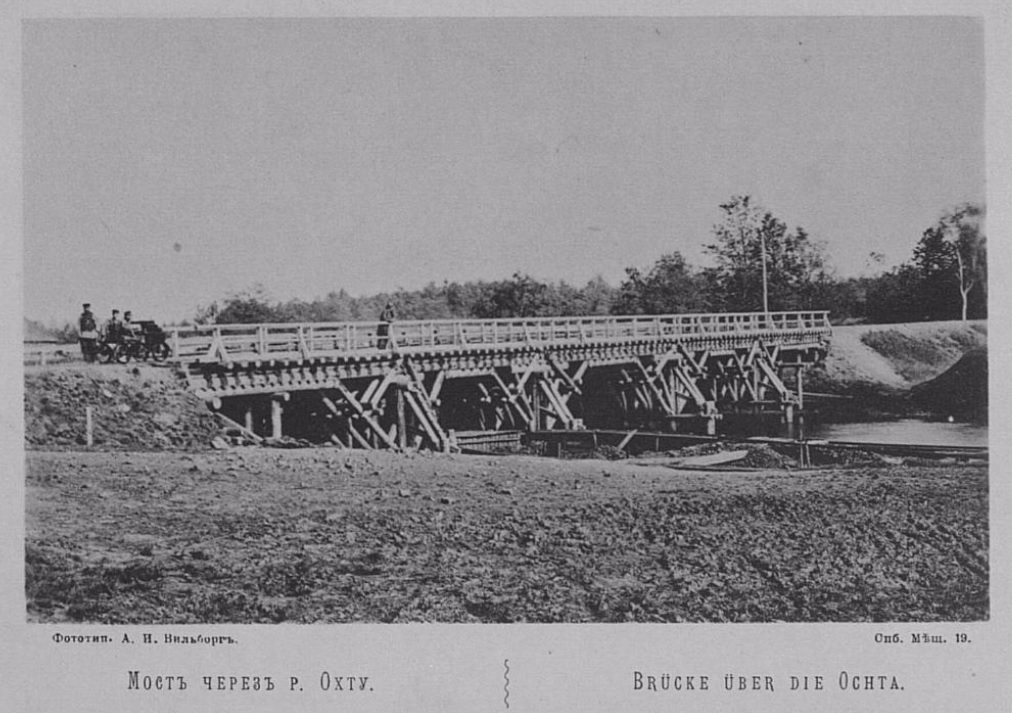
Brücke №1 über die Ochta
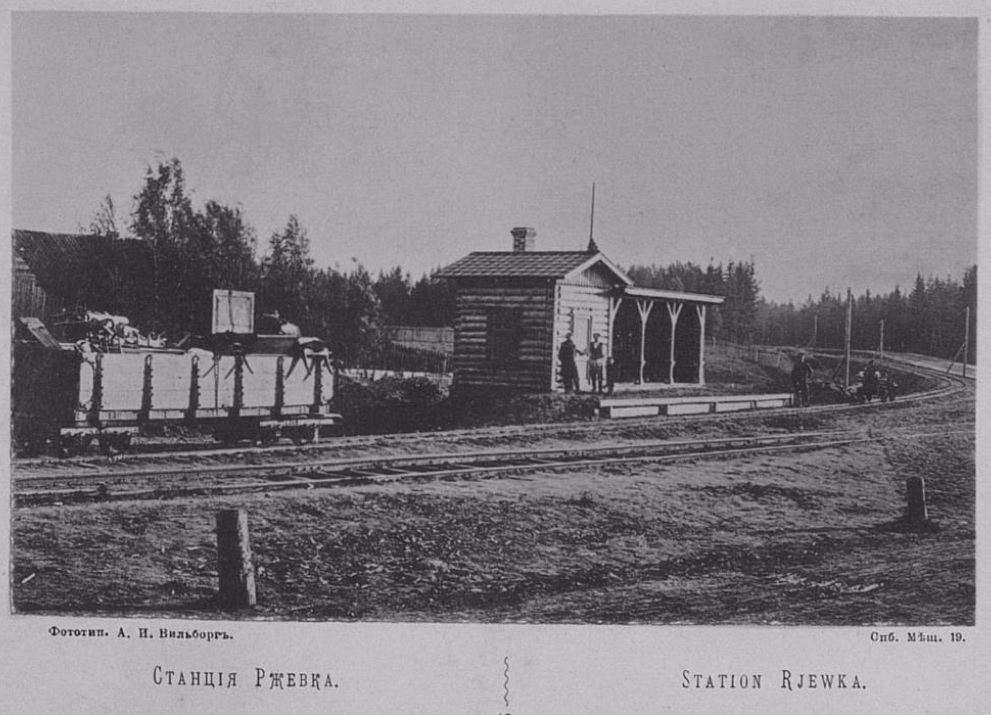
Station Rschewka
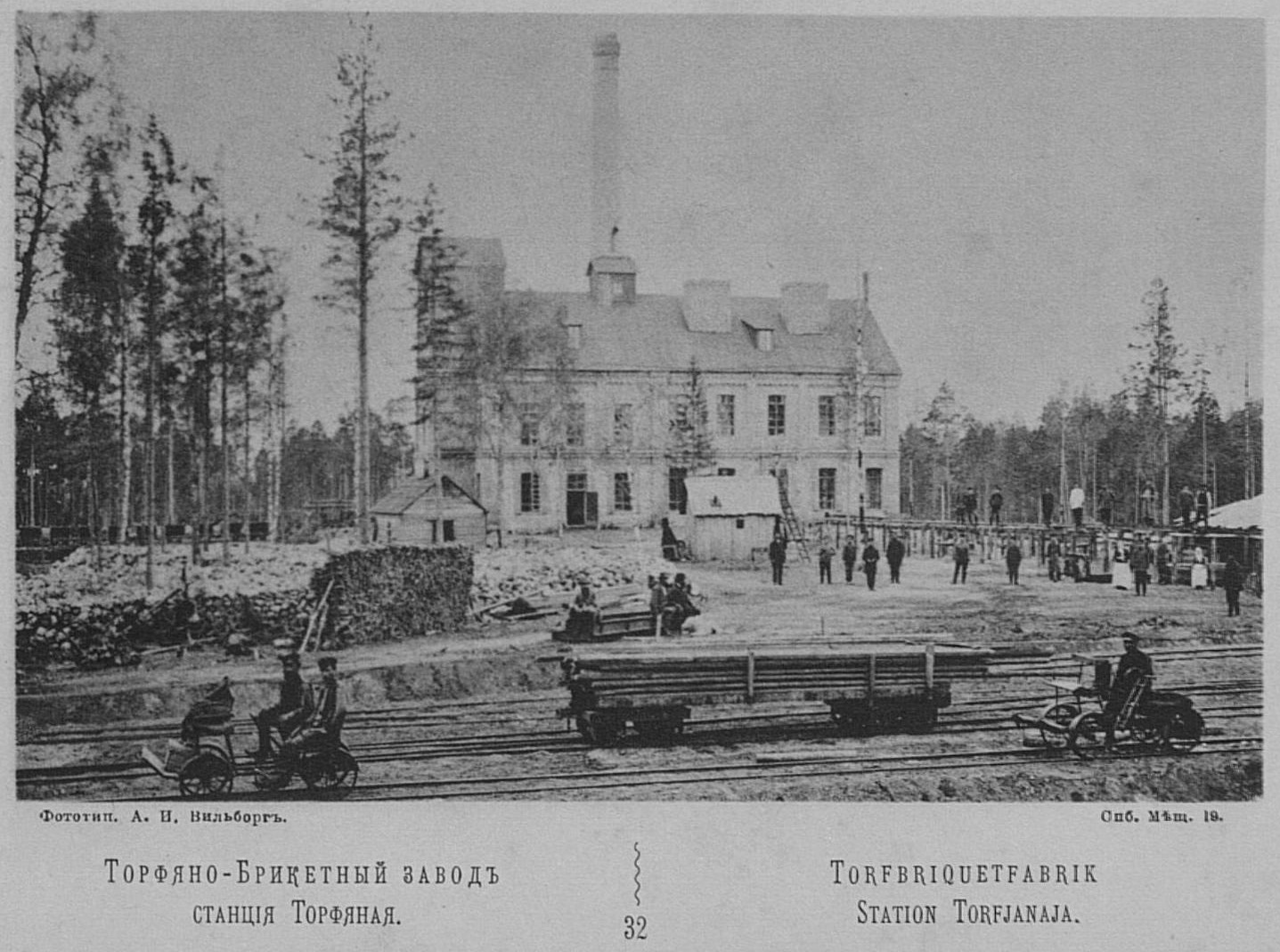
Torfbrikettfabrik Torfjanaja

### Gebäude entlang der Irinowkabahn

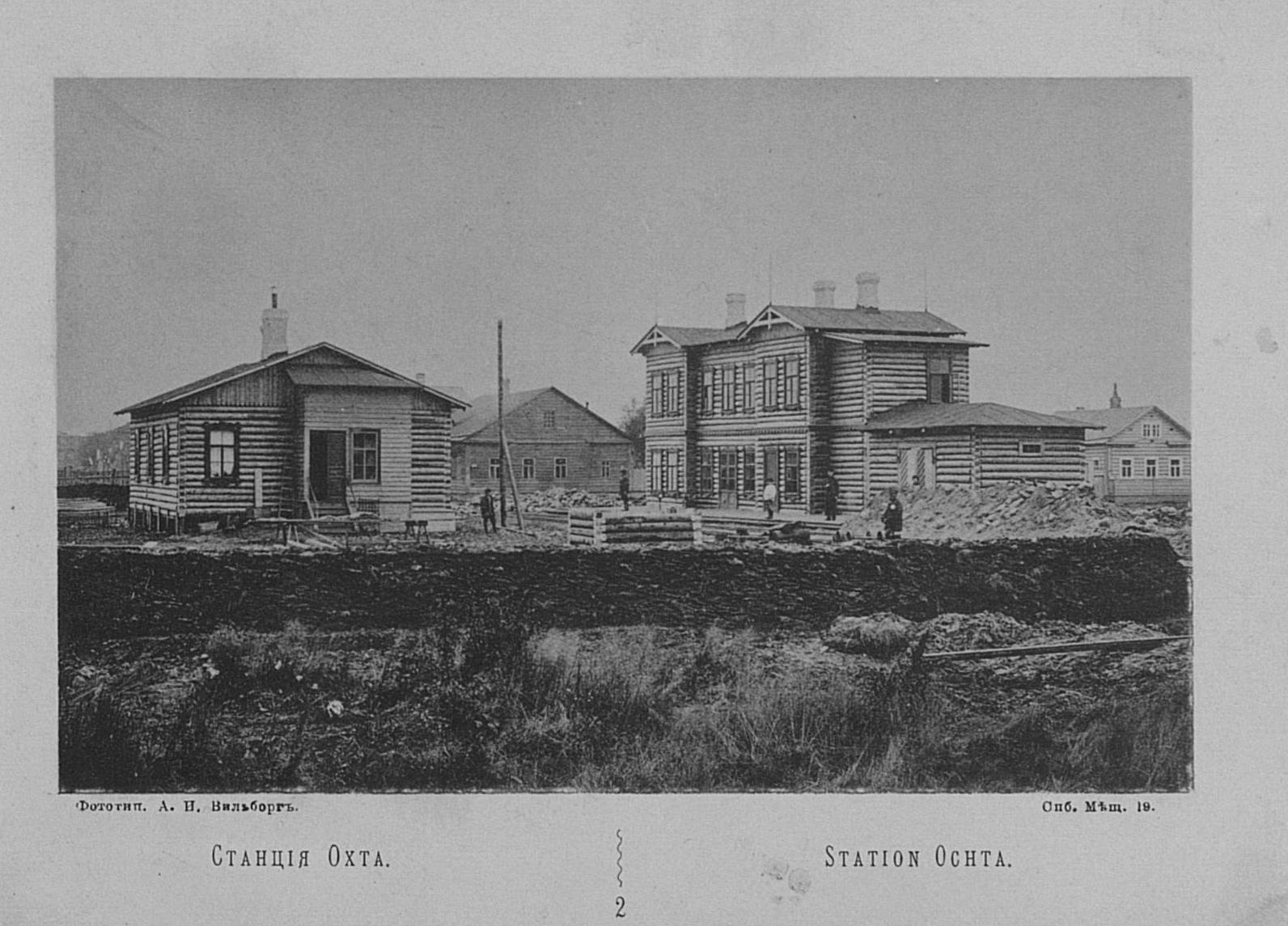
Station Ochta

Am Bahnhof Ochta in der Panfilowskaja-Straße in St. Petersburg standen ein zweistöckiges Blockhaus, ein einstöckiges Gebäude der Bahnstreckenverwaltung, zwei Warteräume sowie ein Lokschuppen mit Reparaturwerkstätten.
Drei Jahre nach der Eröffnung der Schmalspurbahn wurde erkannt, dass in St. Petersburg eine Umlademöglichkeit auf die Flussschiffe auf der Newa erforderlich war. Daher wurde die Strecke bis zum Ufer der Newa verlängert und im Mai 1895 der Bahnhof Ochta-Newa in der Panfilowskaja-Straße am Swerdlowskaja-Damm 62 eröffnet. Es gab einen Schiffsanleger und ein Treibstofflager. Aus Sicherheitsgründen wurde die  Verbindung zwischen dem Bahnhof und der Station Ochta anfangs nur nachts mit von Pferden gezogenen Zügen hergestellt. Ab 1897 fuhren regelmäßig Züge zum Endbahnhof.
Die Irinowkabahn kreuzte eine Breitspurbahn des Marineministeriums, die zur Lieferung von Granaten für das Artillerie-Erprobungsgelände diente. Hier wurde der Militärbahnhof Wojennaja gebaut. Ein Teil der Strecke wurde als Dreischienengleis genutzt, so dass die Schmalspurbahn für den Transport von Gütern zur und von der Schießpulverfabrik Ochta eingesetzt werden konnte.
Der Bahnhof Christinowka befand sich auf den Ländereien des aus der Schweiz immigrierten Zuckerbäckers und Kaufmanns Johann Bernhard. Da es im Süden Russlands bereits den gleichnamigen Bahnhof Christinowka gab, wurden Post und Pakete, die für Bernhard bestimmt waren, gelegentlich versehentlich dorthin geliefert. Daher stellte Johann Bernhard einen Antrag auf Umbenennung des Bahnhofs Christinowka in Bernhardowka. Seinem Antrag wurde stattgegeben, und im Januar 1910 erhielt der Bahnhof seinen offiziellen Namen Berngardowka.
1895 wurde der Bahnhof Wsewoloschskaja am Bahnübergang des Wsewoloschski-Prospekts über die Schmalspurbahn eröffnet. Er hatte zweistöckige Holzgebäude und ein einstöckiges Gebäude für die Arbeiter und die Lagerung des Inventars. Ein Jahr nach der Eröffnung brannte das Gebäude ab und wurde auf der gegenüberliegenden Seite der Bahnlinie wieder aufgebaut.
Auf dem Gut Rjabowo eröffnete P. A. Wsewoloschski 1872 ein Sägewerk und eine Dampfmühle.
Beim Dorf Irinowka betrieb Baron P. L. Korff einen Torfstich und eine Fabrik für die Produktion von Torfbriketts, die damals als Heizmaterial verwendet wurden. Seit Ende der 1930er Jahre wurde der Torf von der Firma Irinowski-Torf (Ириновское торфопредприятие) abgebaut, die ein weitverzweigtes Schmalspurbahnnetz zwischen den Breitspurbahnhöfen Rachja und Borisowa Griwa betrieb. Während des Zweiten Weltkriegs war das einer der wenigen Torfbetriebe in der Nähe von Leningrad, die nicht auf dem besetzten Gebiet lagen, was während der Belagerung von entscheidender Bedeutung war. 
In den 1960er Jahren wurden die Dampflokomotiven auf der Schmalspurbahn durch die Diesellokomotiven der SŽD-Baureihen ТУ4, СЭП2 und СЭП2М und später durch die Dieselloks ЭСУ1, ЭСУ2А, ТУ6А-070 sowie durch die Triebwagen АМ-1 ersetzt. Das Hauptlokomotivdepot befand sich in Rachja. Das Depot hatte einen Ringlokschuppen mit einer Drehscheibe, was für Torfschmalspurbahnen sehr ungewöhnlich war. Der Betrieb der Torf-Schmalspurbahn wurde Ende 1996 eingestellt. Der letzte Abschnitt der Torf-Schmalspurbahn wurde 1998 abgebaut.
In Schlüsselburg gab es eine private Schießpulverfabrik.

### Schienenfahrzeuge

#### Lokomotiven
Auf der Irinowkabahn wurden vor der Oktoberrevolution nur zwei- und dreiachsige Tenderlokomotiven mit der Bauart B und C eingesetzt. Alle Lokomotiven wurden mit Kohle betrieben, obwohl es in der Umgebung reichlich Torf gab. 1896 verlangten die Pulverfabriken, dass Dampflokomotiven mit Funkenschutzvorrichtungen ausgestattet werden sollten. Seit Anfang der 1920er Jahre gab es auch vierachsige Lokomotiven aus einheimischer Produktion.
Die ersten fünf Dampflokomotiven, die 1891–1892 von der deutschen Firma Arthur Koppel, Berlin geliefert wurden, waren zweiachsig und hatten eine Leistung von 20 bis 40 PS. In betriebsbereitem Zustand wogen sie zwischen 5 und 7,5 Tonnen. Die kleinste Lokomotive konnte einen Zug bis zu 100 Tonnen ziehen, die größte bis zu 240 Tonnen. Die Züge fuhren mit einer Geschwindigkeit von bis zu 20 km/h. Das hing nicht nur mit der Leistung der Dampflokomotiven zusammen, sondern auch mit der Tatsache, dass es in der Anfangsphase der Nutzung der Schmalspurbahn zu mehrfachen Entgleisungen gekommen war.
Die Dampflokomotiven der Irinowkabahn wurden nicht nur nach Nummern, sondern auch nach Baron Korff und seinen Verwandten benannt. Diese Namen wurden bis 1900 beibehalten, danach erhielten die Lokomotiven nur noch Nummern. Die Firma Arthur Koppel, die als erste Lokomotiven der Spurweite 750 mm nach Russland exportierte, lieferte damals Dampflokomotiven anderer Hersteller aus Europa und Nordamerika, da sie zu diesem Zeitpunkt noch keine eigenen Lokomotiven baute.
| Nr. | Name (deutsch) | Name (russisch) | Baujahr | Hersteller                                                            | Zylinder-Durch- messer × Hub | Rad-Durchmesser | Steuerung  | Kesseldruck | Leistung | Preis       |
| --- | -------------- | --------------- | ------- | --------------------------------------------------------------------- | ---------------------------- | --------------- | ---------- | ----------- | -------- | ----------- |
| 1   | Julia          | «Юлия»          | 1891    | Porter                                                                | 179 × 304 mm                 | 620 mm          | Stephenson | 1071 kg     | 40 PS    | 8500 Rubel  |
| 2   | Maria          | «Мария»         | 1891    | Jung Fabrik-Nr. 121/1891 geliefert am 12. Okt. 1891 (oder Krauss)     | 165 × 330 mm                 | 600 mm          | Stephenson | 857 kg      | 30 PS    | 7000 Rubel  |
| 3   | Alexandra      | «Александра»    | 1891    | Jung Fabrik-Nr. 122/1891, geliefert am 16. Okt. 1891 an Arthur Koppel | 150 × 250 mm                 | 600 mm          | Heusinger  | 714 kg      | 20 PS    | 6000 Rubel  |
| 4   | Sergej         | «Сергей»        | 1891    | Porter                                                                | 179 × 304 mm                 | 620 mm          | Stephenson | 1071 kg     | 40 PS    | 8500 Rubel  |
| 5   | Pawel          | «Павел»         | 1893    | Krauss Fabrik-Nr. 2376/1891                                           | 180 × 300 mm                 | 620 mm          | Stephenson | 1071 kg     | 40 PS    | 8500 Rubel  |
| 6   | N.6            | H.6             | 1895    | O&K                                                                   | 200 × 300 mm                 | 600 mm          | Stephenson | 1143 kg     | 45 PS    | 8500 Rubel  |
| 7   | N.7            | H.7             | 1895    | O&K                                                                   | 200 × 300 mm                 | 600 mm          | Stephenson | 1143 kg     | 45 PS    | 8500 Rubel  |
| 8   | L.8            | Л.8             | 1897    | Porter                                                                | 254 × 356 mm                 | 710 mm          | Stephenson | 1714 kg     | 70 PS    | 10500 Rubel |
| 9   | I.9            | И.10            | 1898    | Porter                                                                | 225 × 356 mm                 | 680 mm          | Stephenson | 1575 kg     | 60 PS    | 10000 Rubel |
| 10  | I.10           | И.10            | 1898    | Porter                                                                | 225 × 356 mm                 | 680 mm          | Stephenson | 1575 kg     | 60 PS    | 10000 Rubel |
| 11  | M.11           | M.11            | 1896    | O&K                                                                   | 200 × 300 mm                 | 600 mm          | Stephenson | 1671 kg     | 60 PS    | 9500 Rubel  |
| 12  | N.12           | H.12            | 1896    | O&K                                                                   | 200 × 300 mm                 | 600 mm          | Stephenson | 1143 kg     | 45 PS    | 8500 Rubel  |
| 13  | L.13           | Л.13            | 1899    | Porter                                                                | 254 × 356 mm                 | 710 mm          | Stephenson | 1714 kg     | 70 PS    | 10500       |
| 14  | L.14           | Л.14            | 1899    | Porter                                                                | 254 × 356 mm                 | 710 mm          | Stephenson | 1714 kg     | 70 PS    | 10500       |
| 15  | L.15           | Л.15            | 1899    | Porter                                                                | 254 × 356 mm                 | 710 mm          | Stephenson | 1714 kg     | 70 PS    | 10500       |
| 16  | К.16           | К.16            | 1901    | Kolomensky Sawod N° 2964                                              |                              |                 |            |             |          |             |
| 20  | R.20           | P.20            | 1911    | Kolomensky Sawod N° 4130                                              |                              |                 |            |             |          |             |

#### Wagen
Anfangs gab es zahlreiche Draisinen und wohl folgende Wagen:
- 7 Personenwagen der Klassen II und III
- 8 gedeckte Güterwagen
- 30 offene Güterwagen
- Drehgestell-Güterwagen[13]

Die Personenwagen der Irinowkabahn waren den Klassen II, III und IV zugeordnet. Die Wagen der II. Klasse waren mit dunkelrotem Plüsch bezogenen Sofas ausgestattet, die Wagen der III. Klasse mit lackierten Holzsitzen. Die Wagen der Klasse IV ähnelten Güterwagen, in denen die Bauern auf Holzbänken saßen. Im Jahr 1900 wurden in der Kolomnaer Maschinenfabrik-Gesellschaft, vormalig Gebrüder Struwe, Drehgestell-Personenwagen gekauft.

### Umspurung
| Streckenverlauf der modernen Irinowkabahn (grün), der heutigen Irinowka-Allee (rot) und der alten Irinowkabahn (blau) |                          |                                                       |                                                       |
| Spurweite: | 1524 mm (Russische Spur) |                                                       |                                                       |
| |                          |                                                       |                                                       |
| \| \| \| St. Petersburg, Finljandski Ст-Петербург-Финляндский \| \| \| \| \| Grusowoi-Terminal Грузовой терминал \| \| \| \| \| Wyborgski-Fußgängertunnel Выборгский тоннель \| \| \| \| \| \| \| \| \| \| Kuschelewka Кушелевка \| \| \| \| 0 \| Piskarjowka Пискарёвка \| Piskarjowka Пискарёвка \| \| \| \| zum Ladoga-Bahnhof und nach Kusnetschnoje (Кузнечное) \| \| \| \| 2 \| Post 2 km Пост 2 км \| Post 2 km Пост 2 км \| \| \| \| Sybin-Bach руч. Зыбин \| \| \| \| \| Ochtinski Rasliw Охтинский разлив \| \| \| \| 5 \| Rschewka Ржевка \| Rschewka Ржевка \| \| \| \| Sanewski Post zum Ladoga-Bahnhof und nach Mga \| \| \| \| 7 \| Post Kowaljowo Пост Ковалёво \| Post Kowaljowo Пост Ковалёво \| \| \| 8,2 \| Kowaljowo Ковалёво \| Kowaljowo Ковалёво \| \| \| 11,5 \| Berngardowka Бернгардовка \| Berngardowka Бернгардовка \| \| \| 14 \| Wsewoloschskaja Всеволожская \| Wsewoloschskaja Всеволожская \| \| \| 16 \| Melnitschny Rutschei (Mühlbach) Мельничный Ручей \| Melnitschny Rutschei (Mühlbach) Мельничный Ручей \| \| \| \| \| \| \| \| \| Tscheglowo Щеглово \| \| \| \| \| Kirpitschny Sawod Кирпичный Завод \| \| \| \| \| Radtschenko Радченко \| \| \| \| \| Dunai Дунай \| \| \| \| \| 19 km \| \| \| \| \| 21 km \| \| \| \| \| Petrokrepost Петрокрепость \| \| \| \| \| Sady Сады \| \| \| \| \| Tschornaja Retschka Чёрная Речка \| \| \| \| \| Teplobetonnaja Теплобетонная \| \| \| \| \| 37 km \| \| \| \| \| Newskaja Dubrowka Невская Дубровка \| \| \| \| \| Romanowka Романовка \| \| \| \| \| Kornewo Корнево \| \| \| \| \| Proba Проба \| \| \| \| \| Rachja Рахья \| \| \| \| \| Irinowka Ириновка \| \| \| \| \| Borissowa Griwa Борисова Грива \| \| \| \| \| Waganowo Ваганово \| \| \| \| \| 44 km \| \| \| \| \| Ladoschskoje Osero Ладожское озеро \| \| |                          |                                                       |                                                       |
| Kopfbahnhof Streckenanfang |                          | St. Petersburg, Finljandski Ст-Петербург-Финляндский  | St. Petersburg, Finljandski Ст-Петербург-Финляндский  |
| Betriebs-/Güterbahnhof Streckenanfang · Strecke |                          | Grusowoi-Terminal Грузовой терминал                   | Grusowoi-Terminal Грузовой терминал                   |
| Brücke · Brücke |                          | Wyborgski-Fußgängertunnel Выборгский тоннель          | Wyborgski-Fußgängertunnel Выборгский тоннель          |
| Strecke nach links · Abzweig geradeaus und von rechts |                          |                                                       |                                                       |
| Bahnhof |                          | Kuschelewka Кушелевка                                 | Kuschelewka Кушелевка                                 |
| Bahnhof | 0                        | Piskarjowka Пискарёвка                                | Piskarjowka Пискарёвка                                |
| Kreuzung links und rechts |                          | zum Ladoga-Bahnhof und nach Kusnetschnoje (Кузнечное) | zum Ladoga-Bahnhof und nach Kusnetschnoje (Кузнечное) |
| Dienststation / Betriebs- oder Güterbahnhof | 2                        | Post 2 km Пост 2 км                                   | Post 2 km Пост 2 км                                   |
| Brücke über Wasserlauf |                          | Sybin-Bach руч. Зыбин                                 | Sybin-Bach руч. Зыбин                                 |
| Brücke über Wasserlauf |                          | Ochtinski Rasliw Охтинский разлив                     | Ochtinski Rasliw Охтинский разлив                     |
| Bahnhof | 5                        | Rschewka Ржевка                                       | Rschewka Ржевка                                       |
| Abzweig geradeaus, nach links und von links · Abzweig geradeaus und nach rechts |                          | Sanewski Post zum Ladoga-Bahnhof und nach Mga         | Sanewski Post zum Ladoga-Bahnhof und nach Mga         |
| Haltepunkt / Haltestelle | 7                        | Post Kowaljowo Пост Ковалёво                          | Post Kowaljowo Пост Ковалёво                          |
| Haltepunkt / Haltestelle | 8,2                      | Kowaljowo Ковалёво                                    | Kowaljowo Ковалёво                                    |
| Haltepunkt / Haltestelle | 11,5                     | Berngardowka Бернгардовка                             | Berngardowka Бернгардовка                             |
| Bahnhof | 14                       | Wsewoloschskaja Всеволожская                          | Wsewoloschskaja Всеволожская                          |
| Bahnhof | 16                       | Melnitschny Rutschei (Mühlbach) Мельничный Ручей      | Melnitschny Rutschei (Mühlbach) Мельничный Ручей      |
| Strecke von links · Abzweig geradeaus und nach rechts |                          |                                                       |                                                       |
| Haltepunkt / Haltestelle · Strecke |                          | Tscheglowo Щеглово                                    | Tscheglowo Щеглово                                    |
| Bahnhof · Strecke |                          | Kirpitschny Sawod Кирпичный Завод                     | Kirpitschny Sawod Кирпичный Завод                     |
| Haltepunkt / Haltestelle · Strecke |                          | Radtschenko Радченко                                  | Radtschenko Радченко                                  |
| Haltepunkt / Haltestelle · Strecke |                          | Dunai Дунай                                           | Dunai Дунай                                           |
| Haltepunkt / Haltestelle · Strecke |                          | 19 km                                                 | 19 km                                                 |
| Haltepunkt / Haltestelle · Strecke |                          | 21 km                                                 | 21 km                                                 |
| Bahnhof · Strecke |                          | Petrokrepost Петрокрепость                            | Petrokrepost Петрокрепость                            |
| Haltepunkt / Haltestelle · Strecke |                          | Sady Сады                                             | Sady Сады                                             |
| Haltepunkt / Haltestelle · Strecke |                          | Tschornaja Retschka Чёрная Речка                      | Tschornaja Retschka Чёрная Речка                      |
| Haltepunkt / Haltestelle · Strecke |                          | Teplobetonnaja Теплобетонная                          | Teplobetonnaja Теплобетонная                          |
| Haltepunkt / Haltestelle · Strecke |                          | 37 km                                                 | 37 km                                                 |
| Kopfbahnhof Streckenende · Strecke |                          | Newskaja Dubrowka Невская Дубровка                    | Newskaja Dubrowka Невская Дубровка                    |
| Haltepunkt / Haltestelle |                          | Romanowka Романовка                                   | Romanowka Романовка                                   |
| Haltepunkt / Haltestelle |                          | Kornewo Корнево                                       | Kornewo Корнево                                       |
| Haltepunkt / Haltestelle |                          | Proba Проба                                           | Proba Проба                                           |
| Haltepunkt / Haltestelle |                          | Rachja Рахья                                          | Rachja Рахья                                          |
| Haltepunkt / Haltestelle |                          | Irinowka Ириновка                                     | Irinowka Ириновка                                     |
| Bahnhof |                          | Borissowa Griwa Борисова Грива                        | Borissowa Griwa Борисова Грива                        |
| Haltepunkt / Haltestelle |                          | Waganowo Ваганово                                     | Waganowo Ваганово                                     |
| Haltepunkt / Haltestelle |                          | 44 km                                                 | 44 km                                                 |
| Kopfbahnhof Streckenende |                          | Ladoschskoje Osero Ладожское озеро                    | Ladoschskoje Osero Ладожское озеро                    |

Im Jahr 1920 wurde die Bauabteilung gegründet, um die Irinowkabahn in eine Breitspurstrecke umzuwandeln. Dies war darauf zurückzuführen, dass auf den ehemaligen Ländereien von Baron Korff mit der industriellen Torfgewinnung begonnen wurde, um Brennstoff für das im Bau befindliche Wärmekraftwerk Utkina Sawod zu liefern. Es wurde mit dem Bau einer neuen Breitspurstrecke ab dem provisorischen Streckenposten Scheslowaja an der Anschlussbahn Obuchowsko–Sanewskaja begonnen, der südlich des Bahnhofs Rschewka liegt. Durch die ehemaligen Ländereien der Wsewoloschski-Grundbesitzer verlief die neue Strecke genau dort, wo Baron Korff sie geplant hatte – am rechten Ufer des Flusses Lubja.

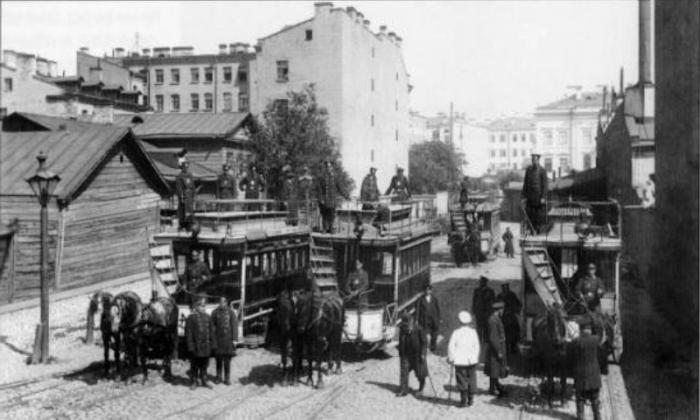
Pferde-Straßenbahnen am Irinowski-Prospekt, um 1926

Am 7. Oktober 1923 wurde der Breitspurverkehr vom Finnländischen Bahnhof in Leningrad zum Bahnhof Borisowaja Griwa eröffnet. In den ersten Jahren wurde die Strecke über einen Kreisverkehr mit Halt an der Station Datscha Dolgorukowa geführt. Im Jahr 1925 wurde dann auch die Strecke vom Bahnhof Melnitschny Rutschei zum Bahnhof Dunai auf Breitspur umgespurt. Im Jahr 1926 wurde die neue Eisenbahnstrecke von Borisowaja Griwa um neun Kilometer bis zum Bahnhof Ladoschskoje Osero verlängert. Der Bahnhof Ochta und seine Gleise wurden abgebaut, und an ihrer Stelle wurde eine Straßenbahnlinie eingerichtet, entlang derer der Irinowski-Prospekt gebaut wurde.
Im Herbst 1927 wurde eine Zweigstrecke vom Bahnhof Dunai zum Bahnhof Scheremetewka und weiter nach Dubrowka gebaut. Ende 1928 wurden ein fünf Kilometer langer eingleisiger Übergang von Piskarjowka zum Bahnhof Rschewka mit einer Holzbrücke über die Ochta und ein kurzer zweigleisiger Übergang zur Strecke nach Kowalewo gebaut, so dass die Notwendigkeit, zur Datscha Dolgorukowa zu gelangen, entfiel. Die Strecke wurde begradigt, um 16 km oder 40 Minuten Fahrzeit verkürzt und erhielt ein modernes Aussehen.
Während des Zweiten Weltkriegs spielte die Irinowkabahn eine wichtige Rolle für die Lebenserhaltung der belagerten Stadt Leningrad. Auf dem Landweg verlief die Straße des Lebens von Leningrad (Finnländischer Bahnhof) bis zum Ufer des Ladogasees. In den 1960er Jahren wurde die Straßenbahn elektrifiziert. Heute wird der städtische Teil der ehemaligen Straße vom Irinowski-Prospekt gesäumt. In den 1970er Jahren wurde die Irinowka-Allee jedoch begradigt, so dass die historische Trasse der ehemaligen Irinowka-Bahn nur noch in Form von Straßenbahnschienen entlang der Rjabowski-Autobahn erhalten ist.